# Eublemma tephroclytioides
Eublemma tephroclytioides är en fjärilsart som beskrevs av Rothschild 1924. Eublemma tephroclytioides ingår i släktet Eublemma och familjen nattflyn. Inga underarter finns listade i Catalogue of Life.